# Persone di cognome Levi
| Questa pagina contiene informazioni ricavate automaticamente dalle voci biografiche con l'ausilio del template Bio e di un bot. L'aggiornamento è periodico e automatico e ricostruisce completamente la pagina. Se manca una persona in questa lista, sei pregato di non aggiungerla, ma accertati piuttosto che la sua voce biografica contenga il template Bio e che i dati anagrafici siano correttamente compilati. Se il template Bio manca, inseriscilo tu stesso o, in alternativa, metti l'avviso {{tmp\|Bio}} che ne segnala la mancanza. Se i dati riportati sono sbagliati, correggi direttamente la voce biografica; le modifiche saranno visibili in questa lista entro pochi giorni. Per chiarimenti vedi il progetto antroponimi. La lista contiene solo le 65 persone che sono citate nell'enciclopedia e per le quali è stato implementato correttamente il template Bio. Pagina aggiornata al 23 giu 2025. |

Questa è una lista di persone presenti nell'enciclopedia che hanno il cognome Levi, suddivise per attività principale.

## Aracnologi(1)
- Herbert Walter Levi, aracnologo statunitense (Germania, n. 1921 - † 2014)

## Archeologhe(1)
- Alda Levi, archeologa italiana (Bologna, n. 1890 - Roma, † 1950)

## Archeologi(1)
- Doro Levi, archeologo e storico dell'arte italiano (Trieste, n. 1898 - Roma, † 1991)

## Artigiani(1)
- Romano Levi, artigiano italiano (Campodolcino, n. 1928 - Neive, † 2008)

## Attori(1)
- Yehuda Levi, attore israeliano (Petah Tiqwa, n. 1979)

## Banchieri(2)
- David Levi, banchiere, imprenditore e politico italiano (Chieri, n. 1750 - Torino, † 1831)
- Giuseppe Levi, banchiere e filantropo italiano (Venezia, n. 1830 - Milano, † 1909)

## Bobbiste(1)
- Deborah Levi, bobbista e velocista tedesca (n. 1997)

## Calciatori(6)
- Barak Levi, calciatore israeliano (n. 1993)
- David Levi, ex calciatore e giocatore di poker israeliano (Tel Aviv, n. 1962)
- Jonathan Levi, calciatore svedese (Glumslöv, n. 1996)
- Maor Levi, calciatore israeliano (Nesher, n. 2000)
- Meni Levi, ex calciatore israeliano (n. 1980)
- Yarin Levi, calciatore israeliano (Sde Tzvi, n. 2005)

## Cantautrici(1)
- Micachu, cantautrice e compositrice britannica (Surrey, n. 1987)

## Cestisti(1)
- Nimrod Levi, cestista israeliano (Modi'in-Maccabim-Re'ut, n. 1995)

## Chimici(1)
- Mario Giacomo Levi, chimico italiano (Padova, n. 1878 - Milano, † 1954)

## Critici d'arte(1)
- Paolo Levi, critico d'arte e saggista italiano (Torino, n. 1935)

## Critici letterari(1)
- Eugenio Levi, critico letterario italiano (Milano, n. 1876 - Milano, † 1966)

## Direttori d'orchestra(1)
- Hermann Levi, direttore d'orchestra e compositore tedesco (Gießen, n. 1839 - Garmisch-Partenkirchen, † 1900)

## Drammaturghe(1)
- Simona Levi, drammaturga e regista teatrale spagnola (Torino, n. 1966)

## Filologi(1)
- Ezio Levi, filologo italiano (Mantova, n. 1884 - Boston, † 1941)

## Filosofi(1)
- Adolfo Levi, filosofo italiano (Modena, n. 1878 - Roma, † 1948)

## Generali(2)
- Ivo Levi, generale italiano (Ferrara, n. 1894 - Roma, † 1966)
- Moshe Levi, generale israeliano (Tel Aviv, n. 1936 - Afula, † 2008)

## Giornalisti(3)
- Arrigo Levi, giornalista, scrittore e conduttore televisivo italiano (Modena, n. 1926 - Roma, † 2020)
- Cesare Levi, giornalista, critico teatrale e storico italiano (Trieste, n. 1874 - Campo Tures, † 1926)
- Jasha Levi, giornalista e scrittore jugoslavo (Sarajevo, n. 1921 - † 2013)

## Giuristi(3)
- Alessandro Levi, giurista, filosofo e antifascista italiano (Venezia, n. 1881 - Berna, † 1953)
- Franco Levi, giurista italiano (Torino, n. 1937 - Champoluc, † 1980)
- Nino Levi, giurista e politico italiano (Venezia, n. 1894 - New York, † 1941)

## Ingegneri(1)
- Franco Levi, ingegnere italiano (Torino, n. 1914 - Torino, † 2009)

## Linguisti(1)
- Ugo Levi, linguista e musicista italiano (Venezia, n. 1878 - Venezia, † 1971)

## Matematici(4)
- Beppo Levi, matematico italiano (Torino, n. 1875 - Rosario, † 1961)
- Eugenio Elia Levi, matematico italiano (Torino, n. 1883 - Cormons, † 1917)
- Friedrich Wilhelm Levi, matematico tedesco (Mulhouse, n. 1888 - Friburgo in Brisgovia, † 1966)
- Howard Levi, matematico statunitense (New York, n. 1916 - New York, † 2002)

## Medici(1)
- Luisa Levi, medico italiano (Torino, n. 1898 - Torino, † 1983)

## Militari(1)
- Ulderico Levi, militare, politico e filantropo italiano (Reggio Emilia, n. 1842 - Reggio Emilia, † 1922)

## Musicisti(1)
- Ijahman Levi, musicista giamaicano (Christian, n. 1946)

## Musicologi(1)
- Leo Levi, musicologo italiano (Casale Monferrato, n. 1912 - Gerusalemme, † 1982)

## Partigiani(1)
- Isacco Levi, partigiano italiano (Barge, n. 1924 - Moretta, † 2019)

## Pittori(1)
- Isacco Gioacchino Levi, pittore e scrittore italiano (Busseto, n. 1818 - Busseto, † 1908)

## Poeti(3)
- Augusto Levi, poeta e scrittore italiano (Trieste, n. 1855 - Trieste, † 1915)
- David Levi, poeta, patriota e politico italiano (Chieri, n. 1816 - Torino, † 1898)
- Giuseppe Levi, poeta, traduttore e pedagogo italiano (Vercelli, n. 1814 - Vercelli, † 1874)

## Politiche(1)
- Giorgina Arian Levi, politica e scrittrice italiana (Torino, n. 1910 - Torino, † 2011)

## Politici(4)
- Edward Hirsch Levi, politico statunitense (Chicago, n. 1911 - Chicago, † 2000)
- Isaia Levi, politico e imprenditore italiano (Torino, n. 1863 - Roma, † 1949)
- Paul Levi, politico tedesco (Hechingen, n. 1883 - Berlino, † 1930)
- Ricardo Franco Levi, politico e giornalista italiano (Montevideo, n. 1949)

## Rapper(1)
- Shyne, rapper beliziano (Belize, n. 1978)

## Registi(1)
- Hagai Levi, regista, sceneggiatore e produttore televisivo israeliano (Sha'alvim, n. 1963)

## Scienziati(1)
- Giuseppe Levi, scienziato, medico e anatomista italiano (Trieste, n. 1872 - Torino, † 1965)

## Scrittori(5)
- Carlo Levi, scrittore e pittore italiano (Torino, n. 1902 - Roma, † 1975)
- Mario Levi, scrittore turco (Istanbul, n. 1957 - Istanbul, † 2024)
- Peter Levi, scrittore, archeologo e poeta inglese (Ruislip, n. 1931 - Frampton on Severn, † 2000)
- Primo Levi, scrittore, chimico e partigiano italiano (Torino, n. 1919 - Torino, † 1987)
- Primo Levi, scrittore e giornalista italiano (Ferrara, n. 1853 - Roma, † 1917)

## Scrittrici(2)
- Ginevra Speraz, scrittrice, giornalista e traduttrice italiana (Mantova, n. 1865 - Buenos Aires, † 1936)
- Lia Levi, scrittrice, giornalista e superstite dell'Olocausto italiana (Pisa, n. 1931)

## Storici(2)
- Giovanni Levi, storico italiano (Milano, n. 1939)
- Mario Attilio Levi, storico e archeologo italiano (Torino, n. 1902 - Pregassona, † 1998)

## Senza attività specificata(2)
- Giulio Augusto Levi, italianista e critico letterario italiano (Torino, n. 1879 - Gallarate, † 1951)
- Luisa Levi, italiana (Mantova, n. 1929 - Bergen Belsen, † 1945)